# Andreas Nesselthaler

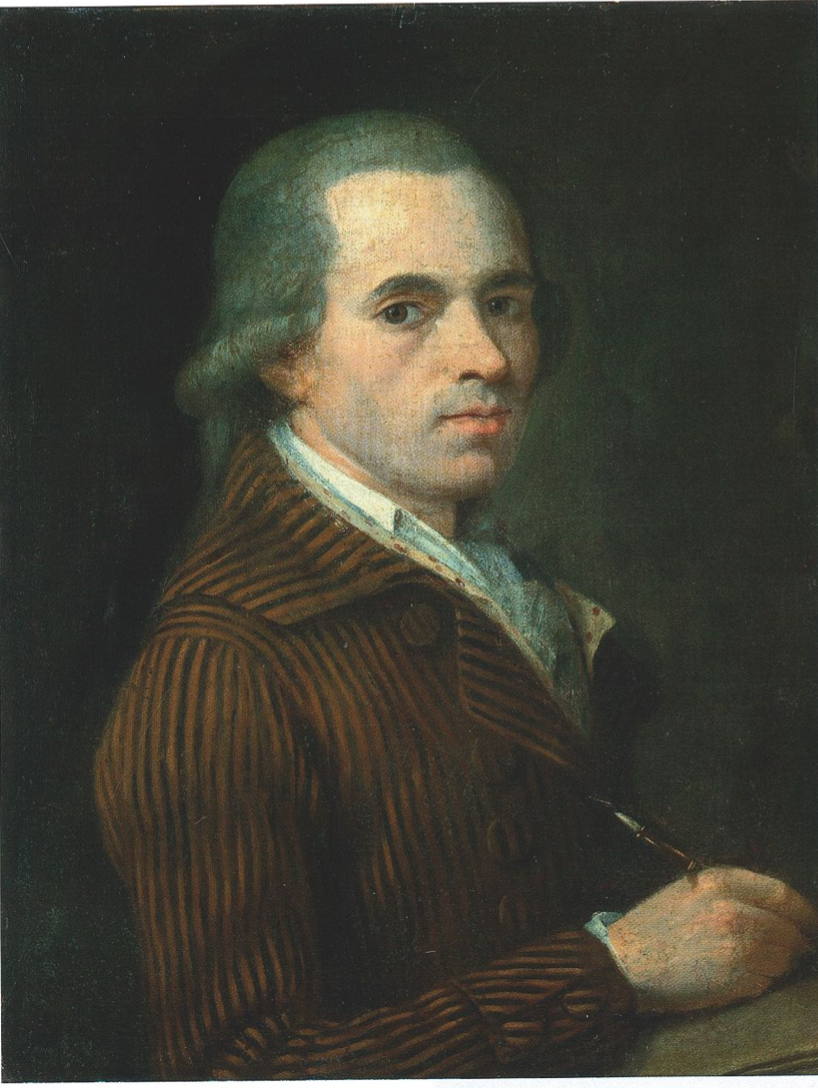
Selbstporträt Andreas Nesselthalers um 1780 (Salzburg Museum in der Neuen Residenz)

Andreas Nesselthaler (* 22. November 1748 in Langenisarhofen, Niederbayern; † 24. September 1821 in Salzburg) war der letzte Salzburger Hofmaler.

## Leben
Andreas Nesselthaler war Sohn eines Uhrmachers. Er kam mit 16 Jahren zu seinem Onkel Martin Nesselthaler, einem Maler und Vergolder, nach Baden bei Wien, wo er die Malerei als Handwerk erlernte. Von 1772 bis 1776 studierte er an der Akademie der Bildenden Künste Wien bei Franz Anton Maulbertsch, der ihn als Gehilfen bei Seitenaltarbildern für Kirchen in Győr (1772/1774) und Götzens (1775) einsetzte.
1779 reiste er über Triest, Venedig, Bologna und Florenz nach Rom, wo er als Gehilfe von Ignaz Unterberger tätig war. Von 1782 bis 1784 war er unter Heinrich Friedrich Füger an der Ausmalung des Palasts von Caserta in Neapel beteiligt. Dabei schuf er Allegorien in der Bibliothek und Wiener Veduten im Boudoir und Empfangszimmer der Königin Maria Karolina. In Neapel lernte er Raphael Mengs und Johann Friedrich Reiffenstein kennen. Beeinflusst von Reiffenstein sowie von Anne-Claude-Philippe, Comte de Caylus und Vicente Requeno erlernte er in Rom die Enkaustikmalerei.
Nach Aufträgen für den russischen Hof trat er 1789 in den Dienst des Salzburger Fürsterzbischofs Hieronymus von Colloredo, für den er in der fürsterzbischöflichen Residenz ein enkaustisches Kabinett mit 56 Landschaften, Tier- und Früchtebildern, mythologischen und religiösen Darstellungen schuf. 1794 wurde er Hofmaler, durfte aber auch für andere Auftraggeber arbeiten. Er war außerdem Truchsess und Galerieinspektor und als Sammler, Vermittler und Ratgeber tätig. 
Nach der Säkularisation 1803 arbeitete er für den Kurfürsten Ferdinand von Toskana und dann für den bayrischen Kronprinzen und späteren König Ludwig I. Er starb 1821 schwer gezeichnet von der Gicht und wurde auf dem Salzburger Petersfriedhof beigesetzt.
Nesselthaler schuf Ölgemälde und Enkaustiken mit Landschaften, religiösen und mythologischen Motiven, Porträts, aber auch Altarbilder und Fresken für Kirchen. Bekanntheit erlangte er durch seine Transparentbilder und seine Sammlung der schönsten Prospecte des Landes.

## Werke (Auswahl)

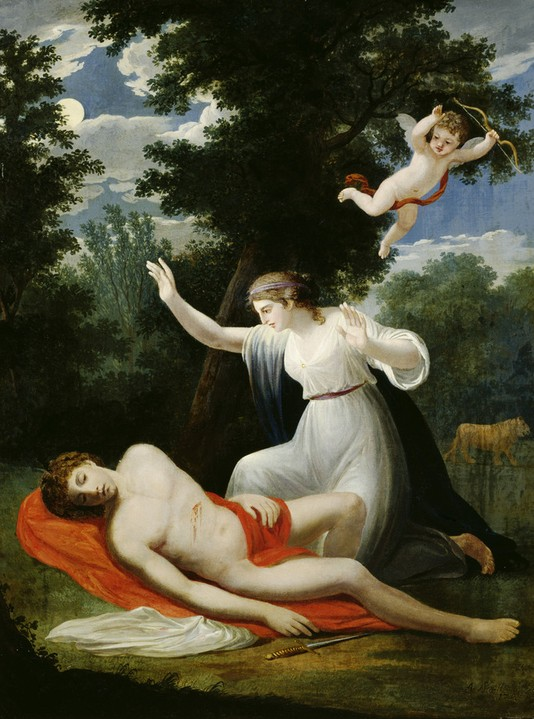
Pyramus und Thisbe, 1795

- Sammlung der schönsten Prospecte des Landes, 28 Blätter, 1791–1795.

- Enkaustik Früchtestilleben, Museum Carolino Augusteum, Salzburg, 1792.
- Enkaustik Antiochus und Stratonice, Stift St. Florian, 1796.

- Ölgemälde Prokris und Cephalus, Residenzgalerie Salzburg, vor 1793.
- Ölgemälde Dionysos und Ariadne Museum Carolino Augusteum, Salzburg.
- Ölgemälde Christus, die zwei größten Gebote verkündend, Stift St. Florian, 1800.
- Ölgemälde Sokrates, den Giftbecher nehmend, Stift St. Florian, 1800.

- Nebenkuppelfresken Opfer des Melchisedek und Anbetung des heiligsten Sakramentes durch die Völker der Erde, Pfarrkirche Brixen im Thale, 1795.
- Hochaltarbild Geburt Christi, Pfarrkirche Hallein, 1799.
- Altarbild Anbetung der Hirten und Aufsatzbild hl. Alban, Pfarrkirche Matrei in Osttirol, 1807.